# Patsch Ferenc
Patsch Ferenc (Miskolc, 1969. október 22. –) magyar jezsuita szerzetes, egyetemi tanár, jelenleg Rómában él. 
Pappá szentelésekor a következő jelmondatot választotta: „Az igazság szabaddá tesz benneteket.” (Jn 8,32b) „Úgy érzem, ez egész életemre perspektívát jelölt ki; irányt adott” – nyilatkozta a jelmondatáról.

## A jezsuita renden belüli munkássága
2000-ben lépett be a Jézus Társaságába; a noviciátus alatt és után fogyatékos gyermekekkel foglalkozott, valamint a Béke Gyermekotthonban szolgált lelkészként, majd a budapesti Szent Ignác Jezsuita Szakkollégium lelkésze volt egy évig.
2002-től a Vatikáni Rádió magyar műsorának felelős szerkesztője volt, majd doktoranduszhallgató lett a római Pápai Gergely Egyetemen. Eközben lelkivezetőként (spirituális) dolgozott a Collegium Germanicum et Hungaricumon.  Doktori munkáját 2007-ben védte meg, címe: Metafisica e religioni: strutturazioni proficue. Una teologia delle religioni sulla base dell’ermeneuica di Karl Rahner (Metafizika és vallások: gyümölcsöző struktúrák. A vallások teológiája Karl Rahner hermeneutikája alapján.  2011). 
A fokozat megszerzése után, 2007 és 2012 között Budapesten, a Sapientia Szerzetesi Hittudományi Főiskolán tanított filozófiát. 2014-ben filozófiából habilitált a Pécsi Tudományegyetemen. 2015-2016-ban a rendi képzés utolsó szakaszaként (tercia probatio) fél évet töltött Kubában. Ezen felül Nairobiban a Hekima College-on, valamint Santo Domingoban az Instituto Superior Pedro Francisco Bonó-n tanított teológiát és filozófiát.
Jelenleg a Pápai Gergely Egyetemen oktat teológiát Rómában. A Szív jezsuita magazin és a jezsuita blog rendszeres szerzője.

## Magyar nyelven megjelent könyvei
Számos könyve jelent meg nyomtatásban, a Jezsuita Könyvkiadó gondozásában.
- Patsch Ferenc SJ - Az út befelé vezet (2021)[3]
- Patsch Ferenc SJ - Égető kérdések, katolikus válaszok (2019)[4]
- Patsch Ferenc SJ - Megtalálni Istent mindenben, a világ jezsuita szemmel (2017)[5]
- Patsch Ferenc SJ - Katolikus spiritualitás, tabuk nélkül (2015)[6]
- Patsch Ferenc SJ - Hermeneutika, a filozófia jövője és a jövő teológiája I. (2016)[7]
- Patsch Ferenc SJ - Globalizáció, vallásteológia, kölcsönösség (2014)[8]